# Râul Slănic, Argeș
Râul Slănic este un curs de apă, afluent al de dreapta râului Bratia. străbate Munceii Plăticăi și depresiunea Mușcelelor după care în depresiunea Aninoasa, la Valea Siliștii se varsă în Bratia.